# Poder de compra
O Poder de compra é a capacidade de adquirir bens e serviços com determinada unidade monetária. Por exemplo, se alguém entrasse em um supermercado com R$ x no ano de 1995 e conseguisse comprar uma quantidade maior de itens do que nos dias de hoje, isso significa que essa base monetária tinha maior poder de compra no ano de 1995. O valor de troca é uma das funções da moeda, propriedade que possibilitou o desenvolvimento do comércio, observando-se ainda outras propriedades da moeda, tais como: medida de valor, reserva de valor, e valor de uso.

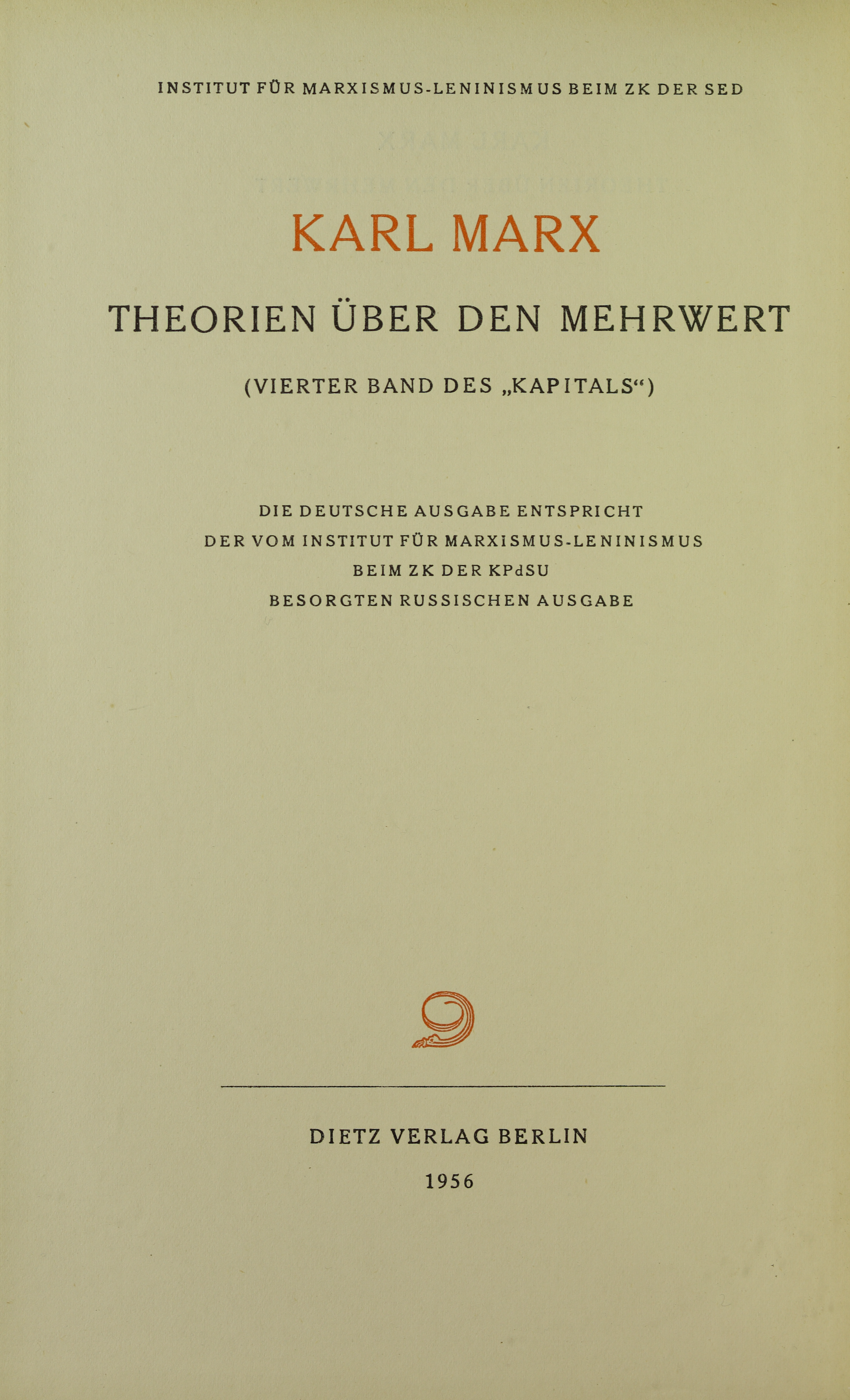
Karl Marx, Theorien über den Mehrwert, 1956

Adam Smith e Karl Marx ainda notaram que a moeda tem a habilidade de 'comandar' trabalho de outrem, então o poder de compra em algum nível também representa poder sobre outras pessoas, na extensão em que elas estejam dispostas ou se vejam compelidas a trocar trabalho ou bens por moeda. 
Dada determinada renda nominal constante, com aumento dos níveis de preços, i.e. inflação, o poder de compra da renda diminui. Caso a renda nominal varie, o aumento dos níveis de preços nem sempre implica uma diminuição do poder de compra, pois pode acontecer que a renda nominal cresça mais do que a inflação. Nesse caso, fala-se que houve um aumento da renda real. Assim, caso a renda nominal e a inflação aumentem, mas a renda nominal aumente menos do que a inflação, há uma queda da renda real (da renda ajustada pelo nível de preços).
Para um índice de preços, geralmente usa-se uma normalização atribuindo-se o valor arbitrário de 100 ao índice de preços do ano base. O poder de compra de uma unidade monetária, em dado ano, expresso em relação ao ano base será de 100/P, onde P é o índice de preços para aquele ano.  Então, por definição, o poder de compra de uma unidade monetária decresce quando o nível de preços aumenta, ceteris paribus.
O poder de compra em moeda corrente de uma quantidade C de moeda, em t anos no futuro, pode ser computada com a fórmula do valor presente:
{\displaystyle C_{t}=C(1+i)^{-t}\,={\frac {C}{(1+i)^{t}}}\,}
onde nesse caso i é uma taxa constante de inflação anual. 